# نفل متكئ
النفل المتكئ (الاسم العلمي: Trifolium resupinatum ) (باللاتينية: Trifolium resupinatum) نوع نباتي من جنس النفل من الفصيلة البقولية.

## الموئل والانتشار
موطنه الأصلي المناطق المتوسطية في بلاد الشام ومصر والمغرب العربي وقبرص وتركيا والقوقاز وكل مناطق أوروبا.

## مرادفات للاسم العلمي
- (باللاتينية: Amoria resupinata (L.) Roskov)
- (باللاتينية: Galearia resupinata (L.) C. Presl)